# Tarzan Boy
A Tarzan Boy című dal az olasz Baltimora együttes első megjelent kislemeze a Living in the Background című stúdióalbumról. A dal 1985-ben jelent meg, mely számos slágerlistára is felkerült. A dalt Maurizio Bassi és Naimy Hackett írta.
A refrénben Tarzan üvöltését használják, mely a dal ritmikus és egyszerű dalszövegéhez kitűnően alkalmazkodik. A dalt gyakran nevezik "One Hit Wonder" azaz Egyslágeres csodának is.

## Megjelenések
12"  Olaszország EMI – 14 1186926
- A	Tarzan Boy	6:15
- B	Tarzan Boy (DeeJay Version) 5:09

## Slágerlistás helyezések
A Tarzan Boy című dal több Európai országban Top 5-ös helyezést ért el, többek között Spanyolország, Németország és Hollandia, de sikeres volt Franciaországban is, ahol öt egymást követő héten volt listavezető. Az Egyesült Királyságban 1985. augusztusában elérte a 3. helyezést a kislemezlistán, és felkerült az amerikai Billboard Hot 100-as listára is, ahol a 13. helyig jutott 1986. elején.

## Slágerlista

### Heti összesítések
| Slágerlista (1985–1986)                         | Legjobb helyezés |
| ----------------------------------------------- | ---------------- |
| Ausztrália (Kent Music Report)                  | 16               |
| Ausztria (Ö3 Austria Top 40)                    | 2                |
| Belgium (Ö3 Austria Top 40)                     | 1                |
| Kanada (RPM)                                    | 5                |
| Európa (Eurochart Hot 100)                      | 1                |
| Finnország (Suomen virallinen lista)            | 1                |
| Franciaország (SNEP)                            | 1                |
| NSZK (Official German Charts)                   | 3                |
| Olaszország (FIMI)                              | 6                |
| Hollandia (Dutch Top 40)                        | 1                |
| Hollandia (Single Top 100)                      | 1                |
| Új-Zéland (Recorded Music NZ)                   | 34               |
| Norvégia (VG-lista)                             | 4                |
| Spanyolország (AFYVE)                           | 1                |
| Svédország (Sverigetopplistan)                  | 2                |
| Svájc (Schweizer Hitparade)                     | 4                |
| Egyesült Királyság (Official Charts Company)    | 3                |
| US Billboard Hot 100                            | 13               |
| US Billboard Hot Dance Club Play                | 6                |
| US Billboard Hot Dance Music/Maxi-Singles Sales | 12               |
| US Cash Box                                     | 18               |

### Év végi összesítések
| Slágerlista (1985)           | Helyezés |
| ---------------------------- | -------- |
| Ausztria (Ö3 Austria Top 40) | 18       |
| Kanada (RPM Top 100 Singles) | 53       |
| Franciaország (IFOP)         | 10       |
| Olaszország (FIMI)           | 31       |
| Hollandia (Dutch Top 40)     | 17       |
| Hollandia (Single Top 100)   | 21       |
| Svájc (Schweizer Hitparade)  | 2        |

## Eladások
| Ország                     | Minősítés | Eladások |
| -------------------------- | --------- | -------- |
| Kanada (Music Canada)      | Arany     | 50.000   |
| Franciaország (SNEP)       | Arany     | 803.000  |
| Spanyolország (PROMUSICAE) | Arany     | 25.000   |
| Egyesült Királyság (BPI)   | Ezüst     | 250.000  |

## Feldolgozások
- A Modern Romance nevű angol csapat 1985-ben feldolgozta a dalt.[30]
- 2006-ban Bango nevű francia énekes újra felfedezte a dalt, mellyel a 37. helyen végzett a francia slágerlistán.[31]
- A dal 2008-as feldolgozását Bad Influence featuring Dyce nevű csapat követte el, mellyel 9. helyezett lett a svéd kislemezlistán.[32]

## Felhasználások a médiában
- A dal refrénét a 90-es években a Cool Mint Listerine szájvíz reklámjában is felhasználták, melyhez a Pixar készített animációt.[33]
- A dal hallható volt az 1993-as Teenage Mutant Ninja Turtles III című filmben,[34] valamint az 1997-es Beverly Hills Ninja című filmben is.[35]
- A dal felcsendült a 2014-ben bemutatott Hogyan rohanj a veszTEDbe című filmben is.[36]
- Legutoljára a 2015-ös The Wolfpack című filmben hangzott fel a dal.[37]

## Külső hivatkozások
- Dalszöveg[38]
- A dal videóklipje[39]
- A dal az Amazon.com oldalon[40]